# 東太平洋長頜鮃
東太平洋長頜鮃為輻鰭魚綱鰈形目鰈亞目鮃科的其中一種，為深海魚類，分布於東南太平洋智利至復活節島間的3座海域，棲息深度410-590公尺，體長可達24.6公分，棲息在底層水域，生活習性不明。

## 扩展阅读
維基物種上的相關：東太平洋長頜鮃